# Letopisy rytířů Jedi
Letopisy rytířů Jedi (v anglickém originále Star Wars: Tales of the Jedi - česky doslova: Hvězdné války: Příběhy Jediů) je jedna z prvních komiksových sérií ze světa Star Wars a je součástí jeho rozšíření mimo události z filmů, tzv. Expanded Universe. Komiks vycházel v letech 1994 až 2001 pod hlavičkou vydavatele Dark Horse Comics. Letopisy rytířů Jedi se odehrávají tisíce let před bitvou o Yavin.

## Hlavní postavy
- Gav Daragon
- Jori Daragon
- Naga Sadow
- Ludo Kressh
- Odan-Urr
- Freedon Nadd
- Ulic Qel-Droma
- Exar Kun
- Nomi Sunrider
- Vima Sunrider

## Příběh

### Tales of the Jedi: The Golden Age of the Sith
Příběh se odehrává v roce 5 000 BBY, kdy se Republika dostala historicky vůbec poprvé do konfliktu se sithským Impériem. V soustavě Koros z Hlubokého jádra galaxie, jemuž vládla císařovna Teta, zuřila občanská válka, kterou pomohli uklidnit Jediové v rozhodující bitvě na planetě Kirrek. Rebely na světech císařovny Tety pozatýkali.
Na pozadí konfliktu vystupují dva mladí prospektoři Gav a Jori Daragonovi, kteří po smrti rodičů zabředli do dluhů a v hledání nových hyperprostorových cest nejsou dvakrát úspěšní. V zoufalé situaci, kdy jim byla zabavena kvůli dluhům loď, unikli díky Jediům o fous námezdním lovcům, ukradli svou loď a uskutečnili svůj poslední pokus o objev, který byl protizákonný. Náhodně zadané souřadnice je zavedly na planetu Korriban, kde zrovna soupeřili o moc Naga Sadow a Ludo Kressh. Zatímco Kressh považoval jejich přílet za bezpečnostní hrozbu a prosadil jejich okamžitou popravu, Naga Sadow je chtěl využít, aby Sithům prozradili cestu, jak se dostat do "jejich" Republiky a dobýt ji.
Naga Sadow tedy zinscenoval jejich osvobození a obvinil z vraždy stráží republikové agenty, aby získal u ostatních sithských pánů hlas ve volbě nového Temného Pána ze Sithu a mohl zahájit svůj vysněný „odvetný“ úder na Republiku. Konzervativní Ludo Kressh odhalil Sadowovy skutečné záměry a chtěl mu v jeho plánech zabránit, takže zaútočil na jednu z jeho pevností, ale byl poražen. Mezitím se Gav Daragon stal Sadowovým učedníkem a Jori Sadow propustil, aby se vrátila do Republiky, do "bezpečí". Jejich loď Starbreaker 12 však nechal sledovat.

### Tales of the Jedi: The Fall of the Sith Empire
Vypukla Velká hyperprostorová válka. Sadowovi massassijové se připravovali na invazi a Gav Daragon byl jakožto Sadowův učedník jmenován jedním z vrchních velitelů sithské flotily. Mezitím se na Koros vrátila jeho zoufalá sestra Jori, která se snažila varovat představitele soustavy před hrozbou Sithů, ale marně. Byla navíc okamžitě zatčena za krádež lodi, ničení majetku a další delikty, zčásti vykonstruované. Byla odsouzena k vyhnanství na nehostinnou planetu Ronika spolu se zajatci ze strany povstalců. Jori se však povedlo uprchnout v jedné z těžebních lodí a povedlo se jí dostat se k samotné císařovně Tetě, aby před hrozící invazí Sithů varovala přímo ji.
Jedi Odan-Urr měl už dříve vize, že se něco takového stane, tak přesvědčil císařovnu k rychlé obnově armády, pro jistotu. Na Coruscantu však podporu hledali marně a po návratu je v císařském paláci překvapila Jori s padákem. Vyslechli si její příběh a prohlédli Sadowův sithský amulet. Císařovna Teta se proto sešla s uprchlým vůdcem povstalců, aby dohodla mír a jejich podporu koroským vojákům. Nedlouho poté Sithové skutečně zaútočili na Koros a rychle postupovali. Vedl je sám Gav Daragon, jehož massassijové zabili Aarbu Hutta, ale při konfrontaci se sestrou utekl. Naga Sadow mezitím vystopoval Starbreaker 12 u rudého veleobra Primus Goluud, kde si vybudoval velící centrum a meditační stanici. Invaze dále pokračovala na Coruscant a další centrální světy, které byly naprosto nepřipravené.
Gav Daragon po vraždě Aarba pochopil, že byl pouze Sadowovou loutkou, a chtěl Sadowa zabít, avšak ten svou meditační kouli opustil, aby pomocí své superzbraně rudého veleobra proměnil v supernovu, čímž Gava zabil. Chtěl tak zničit i flotilu císařovny Tety, ale Gav ji stihl informovat, že je nyní celé Sithské Impérium nechráněné, a odeslal jim souřadnice Korribanu. Sadow ustoupil na Korriban, ale byl podruhé konfrontován Ludo Kresshem, který se sám prohlásil novým Temným pánem ze Sithu. Tentokrát však Sadow Kresshe zabil. Aby se vyhnul dopadnutí Republikou, zamířil po bitvě s císařovnou Tetou na Yavin, aby tam počkal na nový věk Sithů. Republika totiž celé impérium rozprášila a Sithy během kampaně v sithském prostoru téměř úplně vyhladila.

### Tales of the Jedi: Knights of the Old Republic
Odehrává se v roce 4000 BBY a dá se rozdělit do dvou částí, jež jsou sjednoceny až v následujících komiksech. První z nich se týká planety Onderon a konce zvířecí války. Mistr Arka Jeth vyslal své tři učedníky Ulica Qel-Dromu, Caye Qel-Dromu a Totta Doneetu zajistit Onderonu na žádost královny Amanoy mír. Jejich loď je však ihned po příletu napadena jezdci na zvířatech. Při audienci u královny a její dcery Galie pak tito jezdci vtrhli do paláce a unesli královskou dceru do džungle. Královna tedy nakázala Jediům Galii najít.
V divočině ji našli, jak se připravuje na svatbu se synem náčelníka jezdců Oron Kirem. Od něj se také dověděli o temné minulosti královského rodu a železné vládě sitského lorda Freedona Nadda. Ulic Qel-Droma tedy navrhl mírová jednání mezi Oron Kirem a Amanoou, avšak ta ihned, jak je uviděla všechny spolu, vyvolala Naddova ducha a rozkázala všechny zabít. Oronův otec tedy vyslal signál ostatním vůdcům jezdců ke spojení do jediné armády, a vpadli do Izizu, aby byla válka jednou a provždy ukončena. Na planetu též dorazil i mistr Arka Jeth, aby dohlédl na své učedníky. Královnu Amanou našli v mauzoleu Freedona Nadda hluboko v podzemí. Při pohledu na mistra Jetha ji opustila moc temné strany držící ji nepřirozeně dlouho naživu, a zemřela. Královna Galia a náčelník Oron Kira byli poté sezdáni a prohlášeni novými vládci Onderonu, krev královského rodu byla očištěna od temné strany Síly.
Druhá část vyprávění se přesunula na svět H'ratth a k postavě jménem Nomi Sunrider. Byla čerstvě provdána za Jedie Andura Sunridera (tehdy se Jediové ženit s povolením Rady směli) a starala se o svou sotva roční dceru Vimu. Andur vezl vzácné krystaly Adegan na výrobu světelných mečů mistru Thonovi na Ambrii a chtěl s sebou vzít i svou rodinu, s níž se vídal tak málo. V místě, kde si udělali přestávku, je napadli nájemní vrazi Boggy Hutta, jenž si chtěl krystaly přivlastnit. Jednomu z vrahů se povedlo Andura otrávit a Nomi i Vima Sunrider vše viděly. Ihned se jim zjevil jeho duch a nabádal ji, aby světelným mečem přemohla jeho vrahy a nalezla na Ambrii mistra Thona a svůj osud, jedině tak zachrání život sobě i dceři. Na Ambrii se setkala s Oss Willumem, kterého si spletla s mistrem Thonem. Netušila, že Thon je ve skutečnosti velké nosorožcovité zvíře, které žilo s Willumem v jednom domě. Ten celou dobu Nomi sledoval, i její potenciál. Na Ambrii pak dorazili další Boggovi námezdní lovci, s nimiž si však Thon i Oss Willum hravě poradili.
Poté Nomi podstoupila výcvik Jedie pod vedením mistra Thona. Dokázala zachránit dceru Vimu před temnými příšerami za použití vzácné techniky Bitevní meditace, ale jen velmi těžce překonávala odpor k světelnému meči, který už nikdy po zkušenosti s nájemnými vrahy nechtěla použít. Thon ji pomáhal pochopit význam světelného meče pro Jedie a překonat tuto averzi. Mezitím Bogga Hutt poslal své nové "spolupracovníky" z řad pirátů, kteří se mu pokoušeli ukrást loď, aby našli a zabili mistra Thona a odevzdali mu kýžené krystaly. Thona na Ambrii našli a ten připravil pro Nomi konečný test. Dal jí svůj světelný meč, který on sám nikdy nebyl schopen z anatomických důvodů používat, a nechal se zajmout. To Nomi nevydržela, zapnula ho a piráty z Ambrie vyhnala. Tím složila u Thona první část rytířských zkoušek: dokázala se postavit svému strachu.

### Tales of the Jedi: The Freedon Nadd Uprising
Dva roky po ukončení zvířecích válek byly exhumovány ostatky Freedona Nadda a spolu s rakví královny Amanoy měly být pohřbeny do nové hrobky na měsíci Dxun ze zbytků mandalorianských bunkrů. Než došlo k přesunu, přepadla tajná organizace Naddistů pohřební průvod, ukradla ostatky a zmizela. Jednalo se o tajnou a velmi početnou sektu věrnou přímo Naddově duchu, která sídlila hluboko v podzemí Izizu a čekala na tuto příležitost. Ovládali moc temné strany Síly a Jediové proto hledali východisko, jak povstání Naddistů a temnotu potlačit.
Královna Galie a zavedla mistra Arku Jetha i jeho tři učedníky za svým otcem Omminem, který byl temnou stranou zle postižen a na přístrojích a upoutaný na lůžko pomalu umíral. Prozradil Jethovi, co chtěl slyšet, a pak se všem zjevil duch Nadda. Z nemohoucího staříka se rázem vyklubal Sith a vrchní velitel Naddistů, který zajal mistra Jetha a zahnal tři jeho učedníky i královský pár. Oron Kira, Galie i bratři Qel-Dromovi a Tott Doneeta uprchli do starého opevnění jezdců a zavolali o pomoc na Coruscant a Ossus.
Mezitím v soustavě Koros (nyní soustava císařovny Tety) Satal a Aleema Ketovi z císařské rodiny tajně studovali sithské znalosti a temnou stranu. Odcestovali na Coruscant, kde byla výstava umění starého Sithského impéria. Satal ukradl jeden exponát a po zhlédnutí zpráv o naddistickém povstání na Onderonu se tam se svojí sestřenicí Aleemou vydal. Oba byli totiž zakladateli tajného kultu Krathů, uživatelů temné strany Síly. Na Coruscantu zároveň v senátu padlo rozhodnutí Naddisty potlačit republikovou flotilu o 100 lodích, podpořenou kontingentem Jediů ve složení Nomi Sunrider, Dace Diath, Shoaneb Culu, Kith Kark a Qrrrl Toq.
Satala a Aleemu Keto při přistání na Onderon málem sestřelili, ale dokázali se dostat až k Omminovi, který jim dal sithský amulet ke čtení textů z ukradené knihy. Jediové se mezitím probojovali až do královského paláce, kde se spojili s královským párem, Qel-Dromovými, Tottem a Oss Wilumem. Ve velíně Naddistů se jim postavil do cesty sám král Ommin, jehož v bitvě porazil Ulic Qel-Droma. Tohoto starého Sitha navíc opustila i přízeň Freedona Nadda, který mu sdělil, že svou roli už splnil, a že si vybral nového následovníka. Nadd také udělil instrukce Satalovi a Aleemě, aby se vrátili domů studovat sithskou magii a další sithské artefakty.
Po definitivní porážce Naddistů byly ostatky Nadda konečně umístěny na Dxun spolu s ostatky Amanoy a nyní i Ommina. Onderon tak byl definitivně očištěn od poskvrny temné strany Síly.

### Tales of the Jedi: Dark Lords of the Sith
V roce 3 997 BBY působil Ulic Qel-Droma s Nomi Sunrider stále na Onderonu jako jedijský dozorce (Jedi Watchman) a velmi se spolu sblížili. V soustavě císařovny Tety provedli Satal a Aleema Keto puč proti svým rodičům a usmrtili je vhozením do roztaveného karbonitu. Se svým kultem Krathů upevnili moc nad sedmi světy císařovny Tety a zavedli brutální režim.
Jejich činy však neunikly pozornosti mistra Arka Jetha, který správně identifikoval krathský převrat jako pokračování konfliktu na Onderonu a věděl, že Ketovi byli k tomu instruováni samotným Freedonem Naddem, takže cítil osobní odpovědnost za nastalý chaos. Vyslal tedy Ulica, Nomi a spoustu dalších Jediů v republikovém křižníku monitorovat situaci a poskytnout pomoc komukoliv, kdo se vzpírá vládě Krathů. Na orbitě planety Teta (dříve Koros Major) vypukla bitva, kterou Krathové i díky Aleemině temnostranné bitevní meditaci vyhráli. Technika bitevní meditace Nomi Sunrider zradila, neboť se s takovýmto protivníkem ještě nesetkala. Během bitvy narazil do křižníku jeden ze stíhačů, avšak nebyla to náhodná kolize, ale dobře promyšlený plán. Stíhačka obsahovala mnoho ampulí sithského jedu od Satala Keto, a jeden šrapnel zasáhl i Ulica Qel-Dromu. Jed měl jedinou funkci, a to podněcovat zlobu.
Museli se tedy ze soustavy stáhnout a Jediové svolali narychlo v této věci konkláve na planetu Deneba, kde zazněla spusta názorů. Nejvíce hlasité byly apely na relativně nedávnou vultarskou katastrofu, kde temní Jediové vyhodili do vzduchu celou soustavu. Obávali se, že v systému císařovny Tety nastane něco podobného. Nejvíce rozruchu však způsobil Ulic Qel-Droma radikálním návrhem, že se infiltruje do krathských struktur a zničí organizaci zevnitř. Návrh nikdo nepodpořil, protože by neskončil jinak než pádem na temnou stranu. V jeden moment však zaútočili na Jedie droidi, které tam nechal nastražit Satal Keto, jenž nějakým způsobem věděl, kde se bude konat. V bitvě zemřel mistr Arka Jeth, jehož smrt Ulic Qel-Droma neunesl a přísahal pomstu Krathům (čímž poprvé porušil kodex) a byl odhodlán jít za nimi, ať s tím mistři souhlasí, nebo ne. I přes naléhání Nomi a bratra Caye byl pevně rozhodnutý jít.
Ulic dorazil do Cinnagaru, kde "zachránil" císařovnu Aleemu před atentátem, aby si ji naklonil. Její bratranec Satal měl Ulica od začátku za špióna, tak ho mučil a vstříknul mu mnohem silnější dávku sithského jedu. Ten reagoval mocnou vlnou hněvu a temné strany, čímž zničil mučící droidy a podruhé porušil kodex Jediů. Aleema ho následně nechala propustit. V následujících měsících zbrojil a modernizoval armádu Krathů. Nomi Sunrider ve strachu o svého milého porušila jeho příkaz do mise nezasahovat a přiletěla na Tetu. Ulic ji proto nechal k jejímu překvapení na druhý den ráno popravit za špionáž, avšak poslal do její cely tajně nahrávku s plánem útěku. Droida se však zmocnil Satal a měl v ruce důkaz, že je Ulic vskutku špión a poslal na něj vrahy, ale Ulic si s komandem Krathů hravě poradil. Aleema, která Ulica již nějakou dobu vytrvale sváděla, mu prozradila, že je vyslal sám Satal a vyslání droidů na Denebu byl také jeho nápad. Rozzuřený Ulic se proto vydal přímo za ním, aby vykonal svůj akt pomsty. Nomi se povedlo uprchnout z vězení i bez pomoci a kontaktovala Caye a Totta. Satal proto nařídil všechny tři Jedie zabít. Našel si ho však Ulic a vypukl duel světelných mečů na císařském balkóně. Satal v Ulicovi dále podněcoval hněv posílený jedem a vyprovokoval ho k zabití z čisté pomsty za využití temné strany, čímž Ulic potřetí porušil kodex Jediů. Satal zemřel se slovy, že splnil úkol zaručit Ulicův pád na temnou stranu. Ulic ve hněvu zaútočil i na své milé a přátele, kteří pro něj do Cinnigaru přiletěli, ale odletěli bez něj.
Ulic se po tomto incidentu zasnoubil s Aleemou Keto a stal se vůdcem krathského řádu. Aleema od začátku věděla o Ulicově plánu, ale nyní ho měla svedeného na temnou stranu Síly a díky tělesné přitažlivosti totálně pod svou kontrolou. Ulic již zcela zapomněl, proč na Tetu vůbec přiletěl. Nomi spolu s onderonskými spojenci zorganizovala ještě jeden pokus o jeho záchranu, ale na místě pochopila, že padlého Jedie není možné přinutit k návratu ke světlé straně, když sám nechce, takže ho přenechala Aleemě a se zlomeným srdcem se vrátila na Ossus. Ulic poté připravoval vojska Krathů na válku s Republikou a Jedii.
V galaxii se však objevil ještě jeden padlý Jedi jménem Exar Kun. Dychtil po znalostech temné strany, tak opustil svého mistra na Dantooine a vydal se na Onderon, kde se seznámil se dvěma Naddisty, aby se dostal na Dxun. Zde vykradl hrob Freedona Nadda a zjevil se mu jeho duch, jenž ho instruoval k návštěvě korribanského Údolí temných pánů. Kun pak samozřejmě své naddistické průvodce zabil. Na Korribanu ho duch Nadda dovedl do hrobky Marky Ragnose, kde byl zasypán kamením a vystaven prahu smrti. Exar Kun pak na naléhání Nadda přijal temnou stranu Síly, aby si mohl vyléčit tělo. Poté ho duch vyslal na měsíc Yavin 4, kam zmizel po své porážce Naga Sadow. Zde Kun objevil zmutované a zdivočelé massassije, které ovládl poražením strážce hlavního chrámu. Poté za pomocí sithského amuletu zničil i ducha Freedona Nadda, kterého již nepotřeboval a získal titul Temný pán ze Sithu. Pak se pustil do studia sithské magie a nalezl perfektně zachovalou Sadowovu loď i s funkčním vybavením. Než byl Nadd zcela zničen, varoval Krathy před zradou Exara Kuna, ale nepochodil. Exar Kun však pochopil, že má v této soustavě konkurenci a rozhodl se Krathy vyhladit.
Do Cinnigaru dorazil na Sadowově lodi a pronikl až do císařského paláce. Mezi Exarem Kunem a Ulicem Qel-Dromou vypukla kolosální bitva světelných mečů, posílenými o sithské amulety. Ulic měl ten z Onderonu od Freedona Nadda a Exar Kun měl Sadowův. Oba amulety však při bitvě spojily svou moc a vyvolaly ducha Marky Ragnose. Oběma kohoutům nakázal přestat bojovat mezi sebou a držitele amuletu prohlásil za pokračovatele dědictví pravých Sithů. Exara Kuna jmenoval Temným pánem ze Sithu a Ulica Qel-Dromu jeho učedníkem. Oba Sithůvé tak před zrakem ducha Ragnose zpečetili spojení massassijů a Krathů zaťatými pěstmi a slovy, že dobudou galaxii.

### Tales of the Jedi: The Sith War
Oba sithští pánové věděli, že na splnění cíle jsou příliš nepočetní, takže se Kun vydal na Ossus hledat další "zájemce" o studium zakázaných znalostí. Ulica mezitím Mandalore Nezdolný troufale vyzval na souboj cti, který Ulic vyhrál a Mandalora ušetřil pod podmínkou, že se jeho Mandaloriani připojí ke Krathům a Sithům. Kun na Ossusu ukradl sithský holokron a zavraždil starého velmistra Odan-Urra, jehož smrt svedl na pokročilý věk a venku plamenným projevem přilákal pozornost mnoha zejména mladých Jediů a padawanů. Tvrdil, že je jejich mistři drží zkrátka a bojí se ukázat jim větší moc a lepší techniky Síly.
Zavedl je na Yavin 4, aby taložili konkurenční řád Jedi, ale zde na ně nalíčil past. Zničil Odan-Urrův sithský holokron, aby uvolnil temnou energii, jež ovlivnila mysl ostatních, aby vlivu temné strany v kombinaci s Kunovými dalšími projevy a sliby zcela podlehli, bez výjimky. Ulic Qel-Droma pak s Mandaloriany a Krathy v zádech ohlásil Kunovi po úspěšné operaci v loděnicích Foerost, že dobyje Coruscant. Republika byla na takovýto zásah nepřipravená, takže vše šlo snadno, nicméně Ulic byl zrazen svou snoubenkou Aleemou Keto, která znenadání nařídila ústup, aby Ulica nakonec Republikoví zajali.
Mandalorovi byly okolnosti ústupu divné, tak letěl na Yavin, aby si u Kuna vymohl povolení k záchranné misi. Exar Kun svým učedníkům nařízoval zabít své bývalé mistry, aby dokázali oddanost sithskému odkazu, a sám se vydal spolu s Mandaloriany na Coruscant na veřejný proces s Ulicem. Svého učedníka osvobodil, oznámil příchod Nového zlatého věku Sithů a zabil svého mistra Vodo-Siaska Baase i všechny přítomné senátory. Mezitím Kunovi učedníci pozabíjeli své mistry až na Ossa Willuma a Crada, kteří neuspěli s mistrem Thona. Willum byl zajat a obrácen na světlou stranu, zatímco Crado utekl zpět na Yavin.
To už v galaxii zuřila plnohodnotná Velká sithská válka. Jediové trpěli značnými ztrátami, stejně tak Republika. Nejhorší ale mělo teprve přijít. Ulic s Mandalorem zanalyzovali jeho zajetí a došli k závěru, že to narafičila Aleema, protože ho už nepotřebovala. Půjčili jí a dalším nepohodlným Sithům (např. Cradovi) loď Nagy Sadowa i se "superzbraní" schopnou vyjmout jádro hvězdy a použít ho jako zbraň proti Jediům. V těsném sousedství s Ossusem totiž byla hvězdokupa Kron, odkud měla útok provést. Netušila, že tím všech deset hvězd změní v supernovy a zemře. Účel však splnila a na Ossusu vypukla panika, neboť měly supernovy planetu brzy zničit. V nastalém chaosu Sithové zaútočili, Kun ukradl další artefakty a stáhl se na Yavin 4, zatímco Ulica konfrontoval jeho bratr Cay.
Ulic v bitvě světelných mečů svého bratra zabil, což viděla Nomi Sunrider a mocným rituálem odstřihla Ulica od Síly. Ulic, zdrcený ze ztráty bratra i moci pak Jediům prozradil, kde Kuna majdou, aby válku ukončil a aspoň zčásti se vykoupil ze svých činů. Kun vycítil Ulicovu zradu, tak se pomocí mocného rituálu obětování massassijů proměnil v ducha, aby se stal nesmrtelným. Jedijové z oběžné dráhy jiným rituálem znemožnili dokončení jeho záměru, ale za cenu globálního požáru celého měsíce. Kun tedy zůstal uvězněn v duchovní formě ve stěnách chrámu, takže se jeho geniální plán stal na více než 4 000 let jeho vězení.

### Tales of the Jedi: Redemption
Deset let po skončení Velké sithské války uspořádala velmistryně Nomi Sunrider konkláve na stanici Exis, kde po zničení Ossusu našel řád dočasné útočiště. Její 14letá dcera Vima Sunrider, oficiálně Nomiina učednice, se však nudila a těžce nesla zanedbávání jejího výcviku a nekonečné řečnění namísto činů. Nejvíce ji však znechutily výroky rytířky Sylvar, která dehonestovala Ulica Qel-Dromu, k němuž nehledě na jeho zločiny vzhlížela jako k náhradnímu otci. Vima to řešila krádeží těžební lodě, s níž málem spadla do hvězdy, a následně útěkem od matky, aby našla Ulica Qel-Dromu (jenž unikl válečnému soudu a toulal se po galaxii jako poustevník balancující mezi světlem a temnotou), kterého si zvolila za svého mistra.
Nalodila se tajně na loď a nechala se Silou vést až na zmrzlou planetu Rhen Var, kde v opuštěném paláci nalezla toho, koho hledala. Ten nejprve považoval Vimu za přízrak, ale pak ji v záchvatu vzteku a stále přetrvávajícímu vlivu temné strany vyhodil do mrazu. Nakonec ji ale zachránil ve sněhové bouři před smrtí. Uvolil se, že ji naučí vše, co kdysi uměl. Vima s sebou vzala i krystaly, které zdědila po svém otci Andurovi, a pod Ulicovým vedením si postavila poprvé svůj vlastní světelný meč, zdokonalila v používání Síly a s Ulicem absolvovala mnoho duelů, přestože nebyl schopen ovládat Sílu. Jednoho dne jí však sdělil, že ji více naučit už nemůže, protože technicky vzato už není Jedi. Vima oponovala a řekla mu, že jí jeho stav připomíná slepého malíře, který může svůj umělecký potenciál uplatnit v sochařství. Ulic vzal její poznámku doslova a spolu s Vimou vytesali světelnými meči do obrovských ledovců podobizny těch, na nichž jim nejvíc záleželo (Ulic svého mistra Arcu, Vima svého otce).
Nomi se časem dozvěděla, kam její dcera zmizela a za kým a s hrůzou se vydala na Rhen Var, kde se po mnoha letech zase viděla s dávnou láskou. Na planetu se však dostala i Sylvar, která Ulica neprávem vinila ze smrti Crada, její lásku, a chtěla ho zabít. V duelu s Ulicem však těsně podlehla pokušení propadnout temné straně a dopadnout jako on, avšak Ulic byl po bitvě zezadu zastřelen Sylvaryným slaboduchým pilotem, který si hrál na hrdinu. Zemřel v objetí Nomi a Vimy, konečně v klidu a díky času strávenému s Vimou vykoupen z vlivu temné strany. Splynul se Silou, přestože byl od ní odstřihnut. Dle názoru Vimy proto, že Síle rozuměl díky všemu, co viděl a zažil, jako nikdo jiný v galaxii.

## Série komiksů
- Tales of the Jedi: The Golden Age of the Sith: Kevin J. Anderson, Chris Gossett, Dario Carrasco ml., 1997, rok 5 000 BBY, ISBN 1-56971-229-8
- Tales of the Jedi: The Fall of the Sith Empire: Kevin J. Anderson, Dario Carrasco, Dario Carrasco Jr, Bill Black, David Jacob Beckett, Ray Murtaugh, 1998, rok 4 999 BBY, ISBN 1-56971-320-0
- Tales of the Jedi: Knights of the Old Republic: Tom Veitch, Chris Gossett, Janine Johnston, David Roach, 1994, rok 4 000 BBY, ISBN 1-56971-020-1
- Tales of the Jedi: The Freedon Nadd Uprising: Tom Veitch, Tony Akins, Dennis Rodier, 1995, rok 3 998 BBY, ISBN 1-56971-307-3
- Tales of the Jedi: Dark Lords of the Sith: Kevin J. Anderson, Tom Veitch, Chris Gossett, Art Wetherell, 1996, rok 3 997 BBY, ISBN 1-56971-095-3
- Tales of the Jedi: The Sith War: Kevin J. Anderson, 1996, rok 3 996 BBY, ISBN 1-56971-173-9
- Tales of the Jedi: Redemption: Kevin J. Anderson, Chris Gossett, 2001, rok 3 986 BBY, ISBN 1-56971-535-1
- Star Wars Omnibus: Tales of the Jedi Volume 1: 2007, roky 5 000-3 999 BBY, ISBN 1-59307-830-7
- Star Wars Omnibus: Tales of the Jedi Volume 2: 2008, roky 3 998-3 986 BBY, ISBN 1-59307-911-7